# Понте Адиђе (Болцано)
Понте Адиђе је насеље у Италији у округу Болцано, региону Трентино-Јужни Тирол.
Према процени из 2011. у насељу је живело 78 становника. Насеље се налази на надморској висини од 240 м.